# 吴宗济
吴宗济（1909年4月—2010年7月30日），字稚川，笔名齐鲁，籍贯浙江吴兴，生于山东济宁，中国社会科学院语言研究所研究员，中国社会科学院荣誉学部委员，农工民主党党员。1934年毕业于清华大学。